# Hygrolycosa
Genre
Hygrolycosa est un genre d'araignées aranéomorphes de la famille des Lycosidae.

## Distribution
Les espèces de ce genre se rencontrent en zone paléarctique.

## Liste des espèces
Selon World Spider Catalog (version 17.5, 23/12/2016) :
- Hygrolycosa alpigena Yu & Song, 1988
- Hygrolycosa rubrofasciata (Ohlert, 1865)
- Hygrolycosa strandi Caporiacco, 1948
- Hygrolycosa tokunagai Saito, 1936
- Hygrolycosa umidicola Tanaka, 1978

## Publication originale
- Dahl, 1908 : Die Lycosiden oder Wolfsspinnen Deutschlands und ihre Stellung im Haushalt der Natur. Nach statistichen Untersuchungen dargestellt. Nova Acta Academiae Caesarae Leopoldino-Carolinae Germanicae Naturae Curiosorum, vol. 88, p. 175-678.